# Lungotevere Marzio

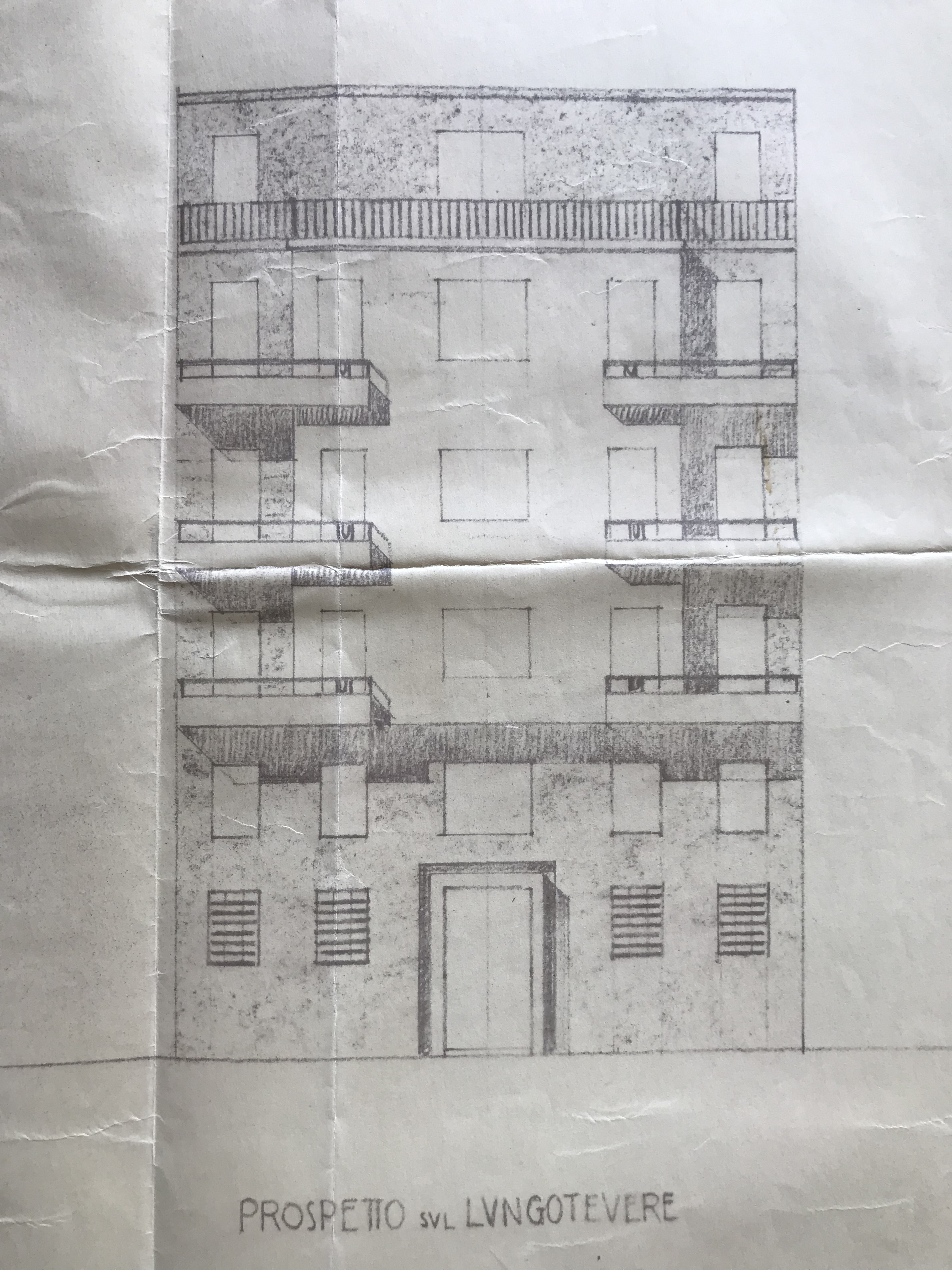
Progetto di Ernesto e Gaetano Rapisardi per la facciata della Casa Bonanni a Roma, Lungotevere Marzio nr. 10 (Roma Carte Bonanni)

Il lungotevere Marzio è il tratto di lungotevere che collega piazza di Ponte Umberto I a piazza del Porto di Ripetta, a Roma, nei rioni Campo Marzio e Ponte.
Il lungotevere prende nome dall'antico Campus Martius, un'area consacrata al dio Marte; è stato istituito con delibera del 20 luglio 1887.
Il lungotevere è sito tra ponte Umberto I e ponte Cavour; presenta alcuni eleganti edifici, come il villino Borghese, progettato da Filippo Galassi e costruito nel 1886, un palazzo realizzato da Cesare Valle nel 1932 e, primo esempio di architettura razionalista in campo residenziale nella città, la facciata della Casa Bonanni progettata dagli architetti  Ernesto e Gaetano Rapisardi nel 1933.